# Акимов, Рашит Каиржанович
Рашит Каиржанович Акимов (каз. Рашит Қайыржанұлы Әкімов; род. 15 марта 1954, Ульгули, Иртышский район, Павлодарская область, Казахская ССР, СССР) — казахский государственный деятель. Аким Кокшетау (2004—2007). Депутат сената парламента Республики Казахстан от Акмолинской области (2014—2020).

## Биография
Начал трудовой путь в 1970 году разнорабочим совхоза.
Окончил в 1980 году Целиноградский сельскохозяйственный институт по специальности ветеринарный врач, в 2005 году Юридическую академию «Фемида» по специальности юрист.
Подполковник запаса Вооружённых Сил СССР.
1980—1983 годы — старший ветеринарный врач учебно-опытного хозяйства Целиноградского сельскохозяйственного института.
1984—1987 годы — аспирант Витебского ветеринарного института, кандидат ветеринарных наук (тема диссертации: «Аэрозоли иммуномодуляторов в комплексной терапии и профилактике бронхопневмонии ягнят»).
1987—1993 годы — ассистент, главный ветеринарный врач, заместитель директора учебно-опытного хозяйства Целиноградского сельскохозяйственного института.
1993—1994 годы — заместитель главы Целиноградской районной администрации.
1994—1997 годы — председатель правления АО «Нура».
Занимал посты акима:
- Целиноградский район (июль 1997 — апрель 1999);
- Щучинский район (апрель 1999 — октябрь 2004);
- Кокшетау (октябрь 2004 — сентябрь 2007);
- Астраханский район (сентябрь 2007 — апрель 2012);
- Аккольский район (апрель 2012 — февраль 2013).

Февраль 2013 года — октябрь 2014 года — заместитель акима Акмолинской области.
С октября 2014 года по 2020 г. — депутат сената парламента Республики Казахстан от Акмолинской области.

## Награды
- Орден «Курмет» (1999)
- Орден «Парасат» (2007)
- Медаль «10 лет независимости Республики Казахстан» (2001)
- Медаль «10 лет Конституции Республики Казахстан» (2005)
- Медаль «За укрепление парламентского сотрудничества» (13 октября 2017 года, Межпарламентская ассамблея СНГ) — за особый вклад в развитие парламентаризма, укрепление демократии, обеспечение прав и свобод граждан в государствах — участниках Содружества Независимых Государств[3]
- Почётная грамота Совета МПА СНГ (19 мая 2016 года, Межпарламентская ассамблея СНГ) — за активное участие в деятельности Межпарламентской Ассамблеи и её органов, вклад в укрепление дружбы между народами государств — участников Содружества Независимых Государств[4]
- Памятный знак «МПА СНГ. 25 лет» (27 марта 2017 года, Межпарламентская ассамблея СНГ) — за содействие в деятельности Межпарламентской Ассамблеи и её органов[5]